# Dortmunder Ritter-Brauerei

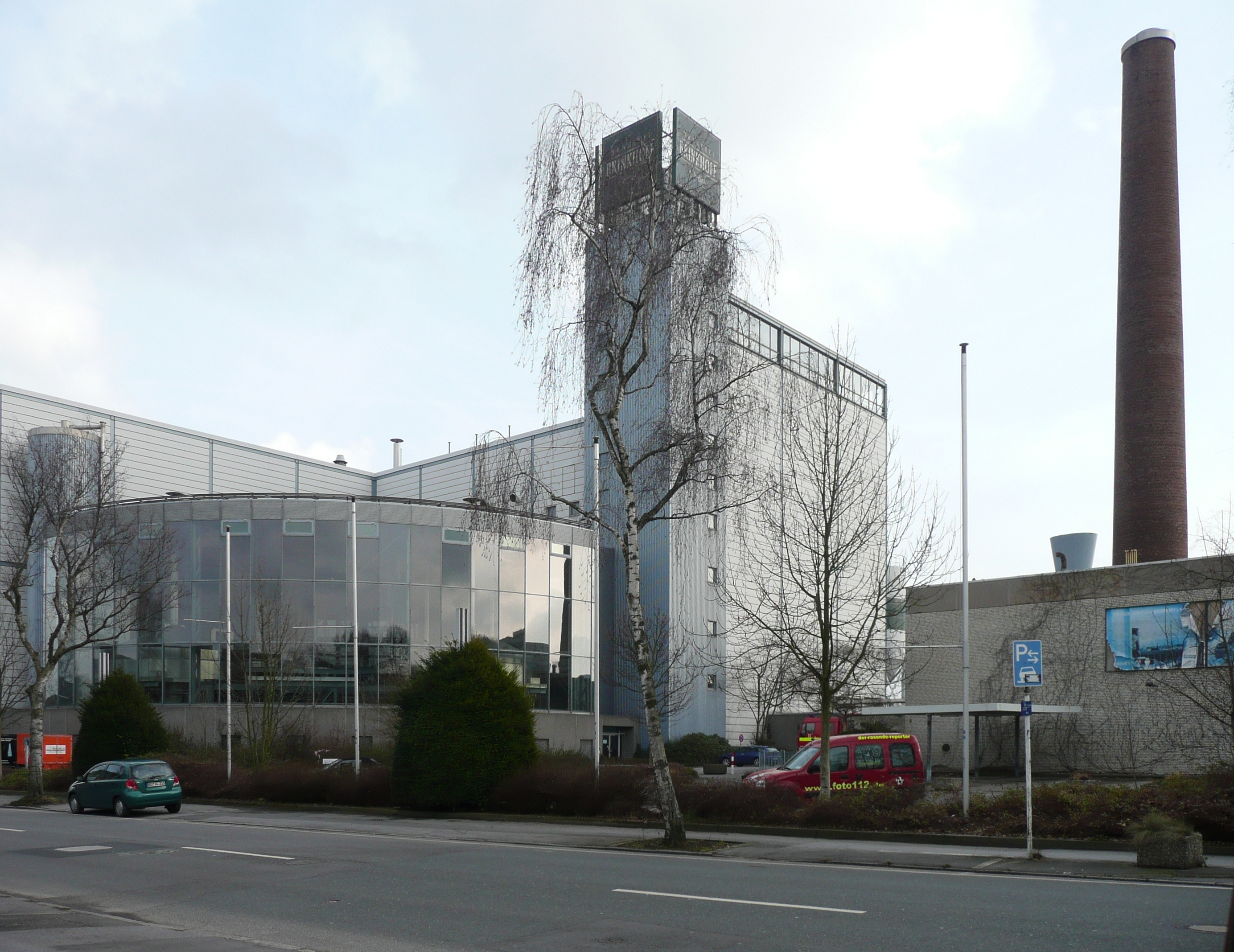
Letzte Braustätte der Dortmunder Ritter

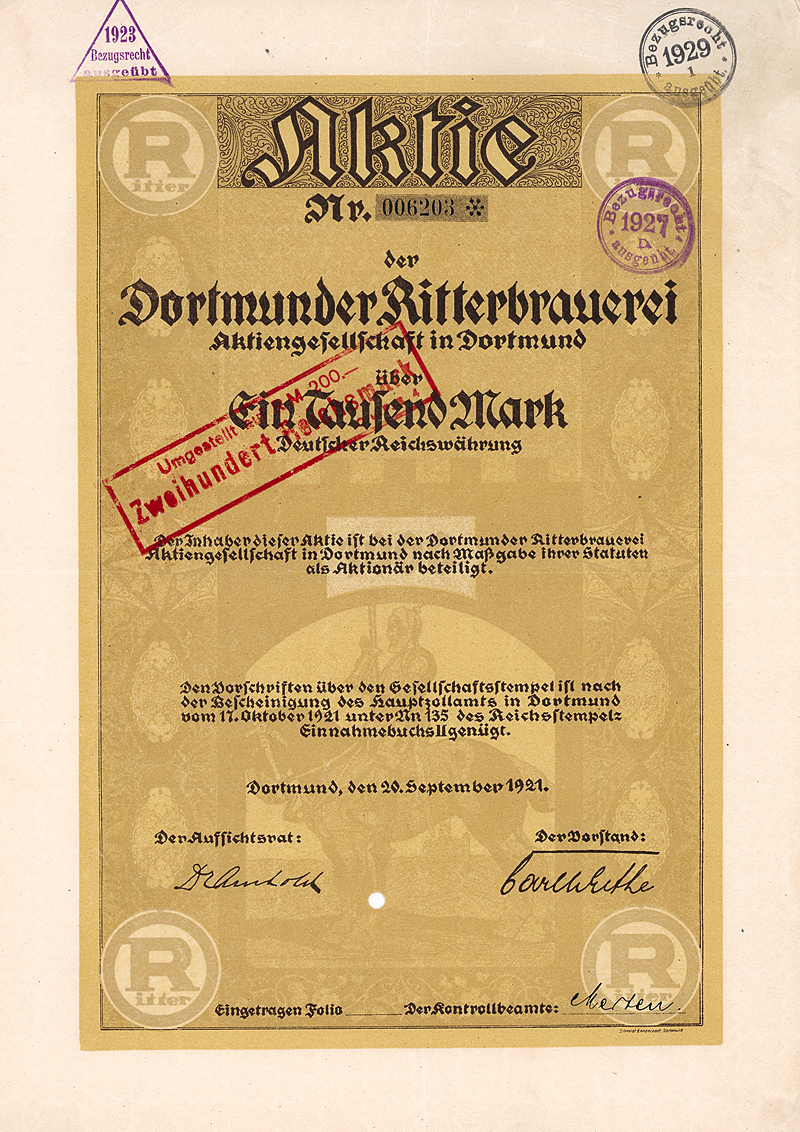
Aktie über 1000 Mark der Dortmunder Ritterbrauerei Ag vom 20. September 1921

Die Dortmunder Ritter-Brauerei war eine Brauerei in Dortmund. Die Brauerei wurde im Jahre 1889 als industrielle Großbrauerei gegründet. Standort war das „Dortmunder Brauereiviertel“ 

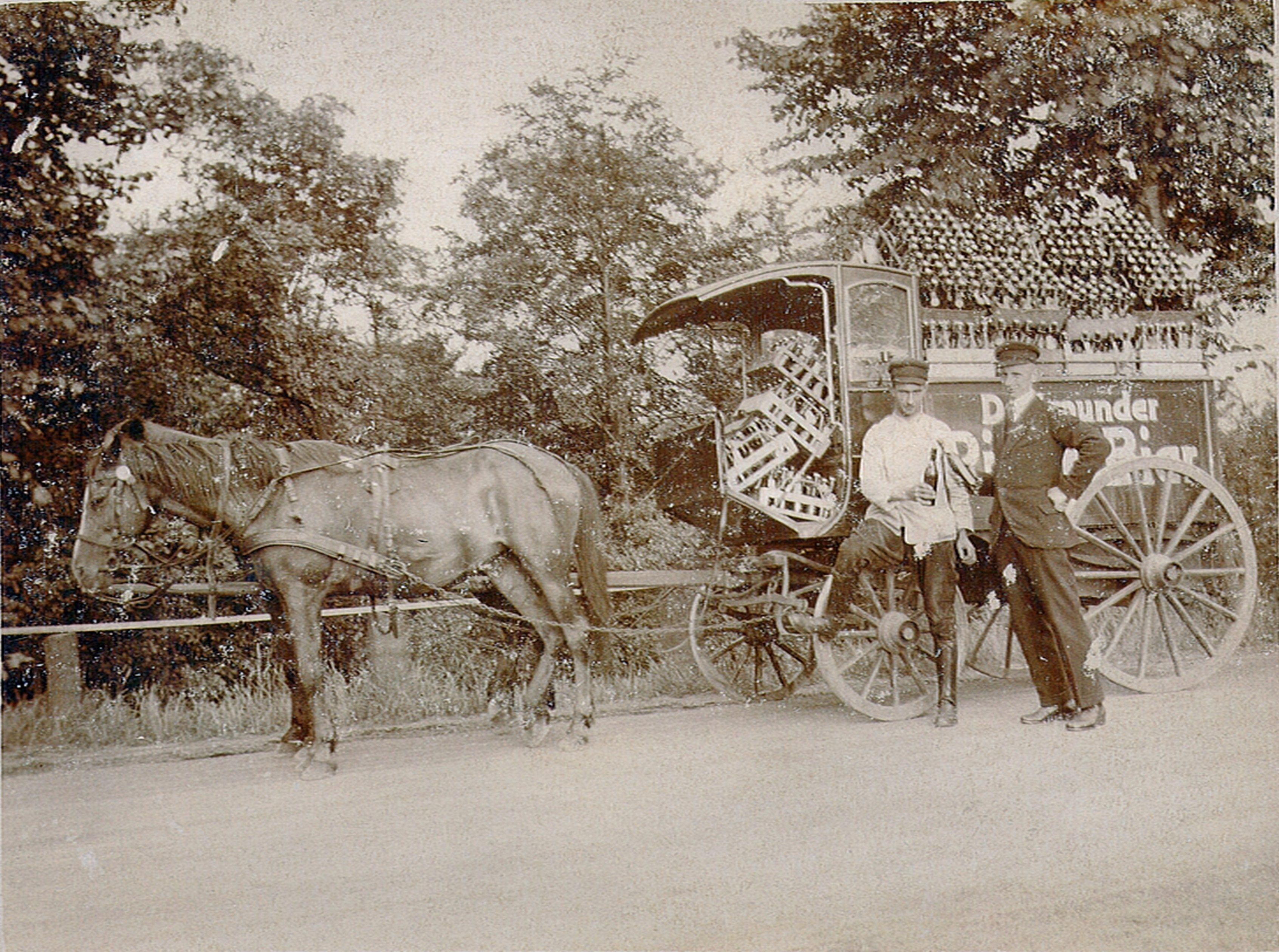
Kutsche mit Dortmunder Ritter Bier

westlich der Dortmunder Innenstadt zwischen der Rheinischen Straße und der Eisenbahntrasse, wo auch die Dortmunder Union-Brauerei, die Germania-Brauerei und die Dortmunder Aktien-Brauerei ihre Anlagen hatten. Eigentümer der Brauerei war ursprünglich die Dortmund Breweries Company Ltd. Im Ersten Weltkrieg wurden die Produktionsstätten der Ritter-Brauerei 1917 als Feindvermögen beschlagnahmt. Danach wurde aus dem Unternehmen eine Aktiengesellschaft.
Durch Fusionen mit weiteren lokalen Brauereien wie dem Brauhaus Essen, dem Dortmunder Bürgerbräu und der Brauerei Westfalia in Dortmund wuchs das Unternehmen weiter. 1928 wurde eine Interessengemeinschaft mit der Glückauf-Brauerei AG in Gelsenkirchen-Ückendorf geschlossen. Die Ritter-Brauerei war seitdem größter Aktionär der Glückauf-Brauerei AG. Nach 1945 wurde ein neuer Produktionsstandort in Dortmund-Lütgendortmund aufgebaut.
Die Ritterbrauerei zog 1969 in die neu erbaute Braustätte am Lütgendortmunder Hellweg in Lütgendortmund ein. 1994 endete die Eigenständigkeit der Brauerei. Der lokale Konkurrent Dortmunder Union-Brauerei, heute Teil der Radeberger Gruppe der Dr. August Oetker KG, übernahm die Aktienmehrheit. Die Braustätte in Lütgendortmund firmierte seit 1995 unter Dortmunder Union-Ritter Brauerei GmbH. 2002 erfolgte eine weitere Umbenennung. Zu Ehren des ersten Braumeisters der Union-Brauerei, Fritz Brinkhoff, erhielt die Brauerei den Namen Brauerei Brinkhoff GmbH. Drei Jahre später wurde der Standort in Lütgendortmund zugunsten des nunmehr letzten industriellen Dortmunder Brauereistandorts in der Dortmunder Nordstadt (DAB, ehemals Hansa-Brauerei) stillgelegt.
Auf dem Gelände wurde 1907 der Goldschatz von Dortmund entdeckt.
Im Juli 2011 wurde damit begonnen, die Brauereigebäude abzureißen.

## Marken
Die Biermarken der Ritter-Brauerei werden bis heute produziert. Folgende Marken sind erhältlich:
- Ritter First
- Ritter Pils
- Ritter Export